# Poseidone
Poseidone o Posidone (in greco antico: Ποσειδῶν?, Poseidṑn/Poseedṑn /po.seː.dɔ̂ːn/) è il dio del mare, dei terremoti e dei maremoti nella mitologia greca.
Figlio di Crono e Rea e fratello di Zeus, Ade, Era, Estia e Demetra, Poseidone è uno dei dodici dèi dell'Olimpo, anche se secondo la tradizione risiede in uno splendido palazzo sottomarino nei pressi dell'isola di Eubea. La sua consorte è la nereide Anfitrite, ma molte sono le sue relazioni con dee o donne mortali, e altrettanti i suoi figli.
Il simbolo del dio è il tridente e gli animali che per lui sono sacri sono il cavallo (creato da lui dalle onde del mare), il toro e il delfino. Suo epiteto ricorrente è "Enosìctono" (variante dell'antico "Enosìgeo", con la radice di χθών in luogo di quella del sinonimo γῆ, che si trova più raramente; in latino Ennosigaeum; greco: Ἐ(ν)νοσίγαιος), cioè "Scuotitore di terra".
Divinità simili a Poseidone del mondo antico furono Rodon nella religione illirica, Nethuns nella religione etrusca e Nettuno nella mitologia romana.
In suo onore venivano celebrati i giochi istmici.

## Etimologia del nome

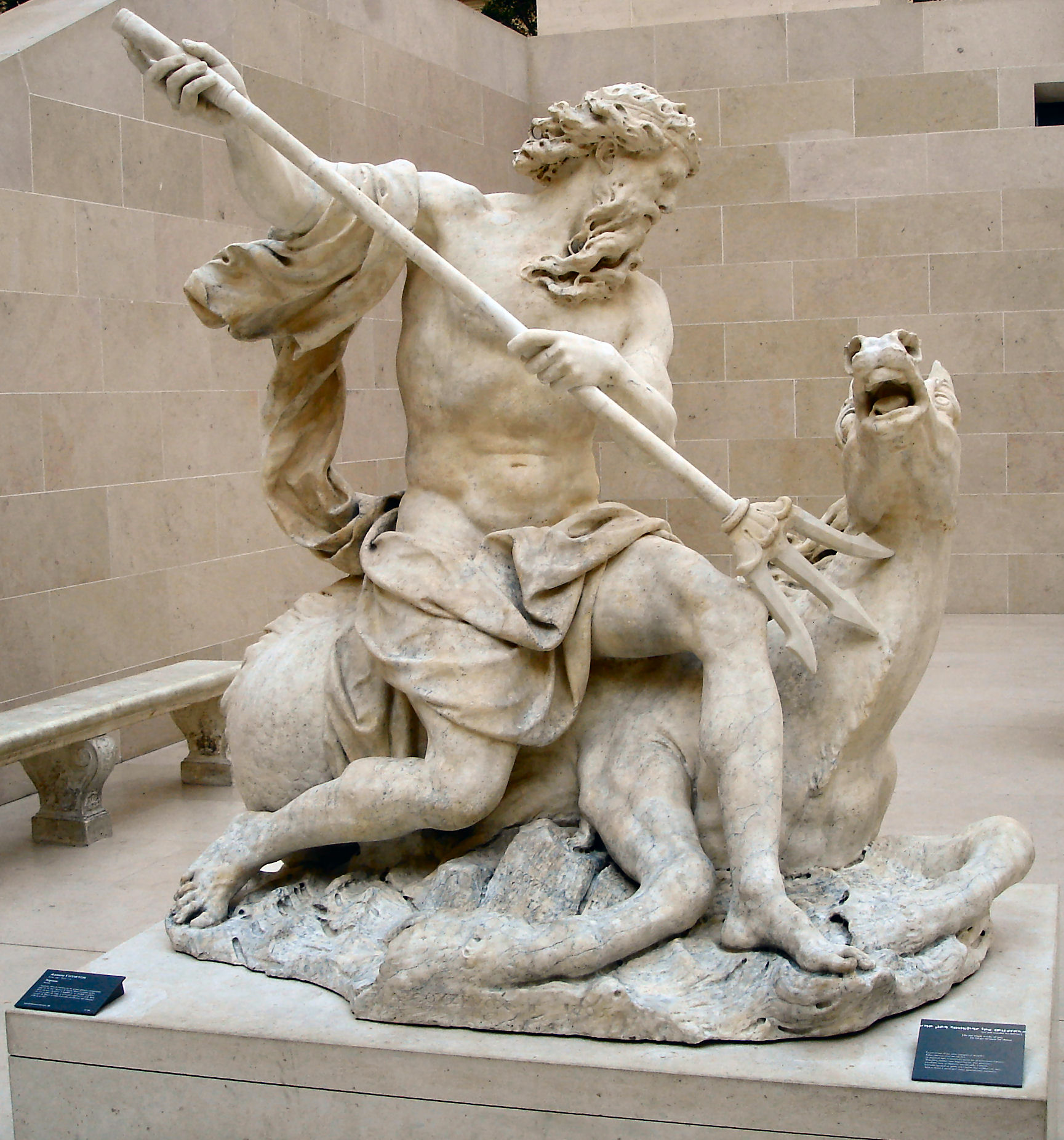
Neptune - Marmo di Antoine Coysevox - 1705 - Museo del Louvre - Parigi.

Poseidone, se si fa affidamento sulle tavolette d'argilla in scrittura Lineare B giunte fino a noi, nell'antica città di Pilo era considerato il più importante tra gli dei; in queste iscrizioni il nome PO-SE-DA-WO-NE (Poseidone) ricorre con frequenza molto maggiore rispetto a DI-U-JA (Zeus). Si trova anche una variante femminile dello stesso nome, PO-SE-DE-IA, il che indica l'esistenza di una dea compagna di Poseidone che in tempi successivi venne dimenticata. Le tavolette rinvenute a Pilo riportano la memoria di sacrifici in onore de Le due regine e Poseidone oppure Le due regine e il re.
L'identità che più facilmente può essere attribuita alle due regine è quella di Demetra e Persefone o di due dee loro antesignane, in ogni caso divinità che in epoche successive non furono più associate alla figura di Poseidone. Il dio era già identificato come Scuotitore di terra ovvero E-NE-SI-DA-O-NE nella Cnosso di epoca micenea, un titolo estremamente importante, soprattutto considerando che i terremoti sono stati una delle cause principali della caduta della civiltà minoica.
In una delle tavolette di Pilo si trova un legame tra i nomi di Demetra e Poseidone, che compaiono come PO-SE-DA-WO-NE e DA-MA-TE, inseriti in un contesto di richieste di grazia agli dei.

La sillaba DA, presente in entrambi i nomi sembrerebbe derivare da una radice protoindoeuropea associata al concetto di distribuzione di terre e privilegi, per cui Poseidone potrebbe significare Signore distributore o Compagno della distributrice parallelamente a Demetra, La madre distributrice.
Secondo un'altra proposta, il nome deriverebbe dal vocativo Πότει Δᾶς, Padrone (o Sposo) della terra.
Nella mitologia romana fu chiamato Nettuno.

### In italiano
In italiano, il nome del dio viene direttamente dal nome greco, Ποσειδῶν, traslitterato in Poseidṑn. Una trascrizione più corretta sarebbe stata Posidone, poiché ει rappresentava il suono [eː~iː~i] prima di una consonante in greco antico. Il nome sarebbe stato trascritto in latino come Posīdōn e sarebbe diventato Posidone, non Poseidone.
Questa variante del nome viene preferita dall'Enciclopedia Treccani.

## Origini del culto

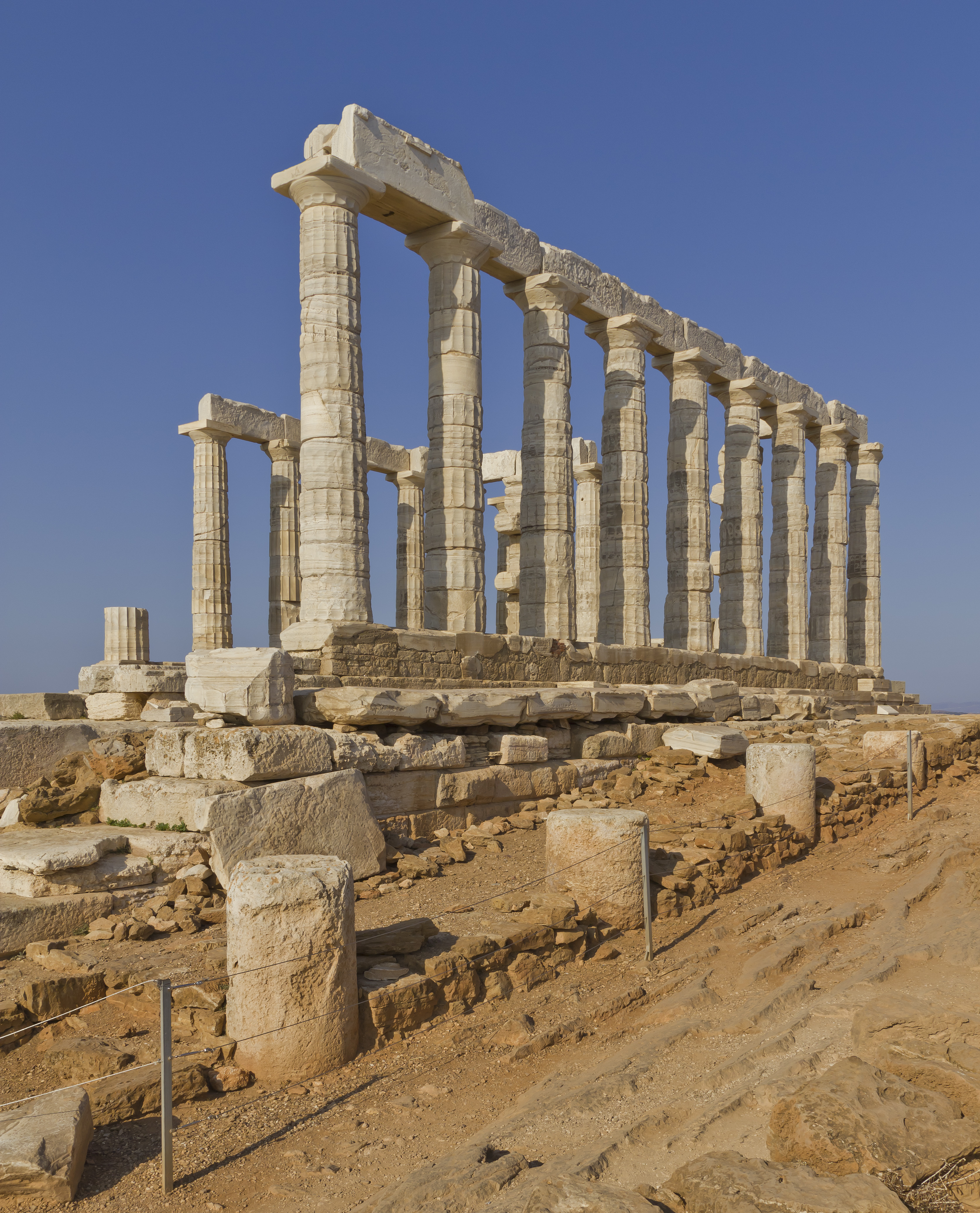
Rovine del Tempio di Poseidone a Capo Sounion.

Poseidone era originariamente il dio dell'acqua (da cui il suo epiteto di Υαιήοχος, Gaiéokos, "Possessore della terra" inteso come marito della Terra ovvero l'acqua che la feconda) e del terremoto (Ennosigeo, Ἐννοσίγαιον, Scuotitore della terra), solo successivamente fu associato al mare. Questo perché l'ambiente originario dei Greci fu dapprima continentale, fatto dimostrato dalla rarità di nomi greci dei pesci.
Visto che la figura di Poseidone è in stretta relazione sia con il mare sia con i cavalli e considerando la lontananza dal mare delle zone in cui abitavano gli antichi indoeuropei, alcuni studiosi ritengono che Poseidone originariamente nasca come un dio-cavallo e che solo in seguito sia stato assimilato alle divinità acquatiche orientali quando i popoli greci mutarono la loro fonte di sostentamento principale passando dalla coltivazione della terra allo sfruttamento del mare con la pesca e i commerci marittimi.
Secondo Pausania, Poseidone era uno dei custodi dell'Oracolo di Delfi prima che Apollo ne assumesse il controllo. Apollo e Poseidone spesso si occuparono degli stessi aspetti delle vicende umane: ad esempio durante la fase della fondazione di nuove colonie Apollo per mezzo dell'Oracolo autorizzava i coloni a partire e indicava loro dove stabilirsi, mentre Poseidone si prendeva cura dei coloni durante la navigazione verso la nuova patria e procurava le acque lustrali per celebrare i sacrifici propiziatori per la fondazione della nuova città. L'Anabasi di Senofonte descrive un gruppo di soldati Spartani che intonano, dedicandolo a Poseidone, un peana che è un tipo di inno che, normalmente, veniva dedicato ad Apollo.
Nell'antichità si diceva che Poseidone potesse con il suo tridente rovesciare intere isole, come ha fatto con l'isola di Tia. Come anche Dioniso e le Menadi Poseidone aveva la capacità di provocare alcune forme di disturbo mentale: uno dei testi di Ippocrate riporta come alla sua opera fosse attribuito l'insorgere di certi tipi di epilessia. Poseidone era venerato come divinità principale in molte città: ad Atene era considerato secondo soltanto ad Atena, mentre a Corinto e in molte città della Magna Grecia era considerato il protettore della polis. Le celebrazioni in onore di Poseidone si tenevano, all'inizio della stagione invernale, in molte città del mondo greco.
I marinai rivolgevano preghiere a Poseidone perché concedesse loro un viaggio sicuro e talvolta come sacrificio annegavano dei cavalli in suo onore. Quando mostrava il lato benigno della sua natura Poseidone creava nuove isole come approdo per i naviganti e offriva un mare calmo e senza tempeste. Quando invece veniva offeso e si sentiva ignorato allora colpiva la terra con il suo tridente provocando mari tempestosi e terremoti, annegando chi si trovasse in navigazione e affondando le imbarcazioni.
L'iconografia classica di Poseidone lo ritrae alla guida del suo carro trainato da cavallucci marini o da cavalli capaci di correre sul mare. Spesso era rappresentato insieme a delfini e con in mano il suo tridente.

## Poseidone nella mitologia

### La nascita e il trionfo su Crono

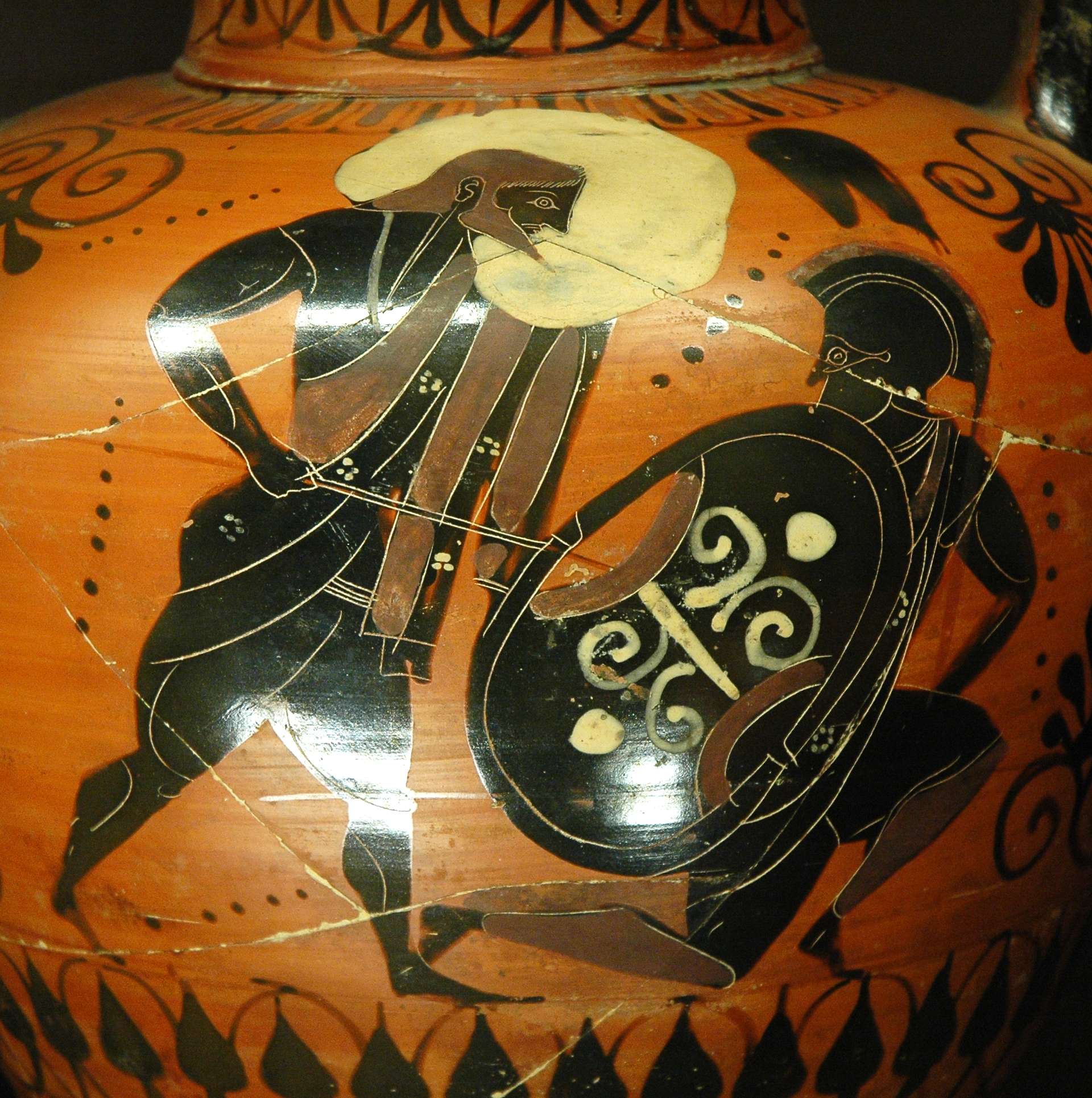
Poseidone lotta contro il gigante Polibote - Anfora greca a figure nere - 540-530 a.C. circa - Museo del Louvre - Parigi.

Poseidone era figlio di Crono e Rea e fratello di Zeus, Ade, Estia, Demetra ed Era. Secondo Esiodo Poseidone è il fratello maggiore di Zeus, mentre secondo Omero il maggiore è Zeus, Poseidone il secondo e Ade il terzo.
Esiodo racconta infatti che, come i suoi fratelli e sorelle, Poseidone venne divorato dal padre Crono e successivamente rigurgitato da esso il quale fu costretto da Zeus, l'ultimogenito riuscito a sfuggire al terribile genitore grazie alla madre Rea. Secondo altre tradizioni invece Rea riuscì a salvare anche Poseidone: secondo Pausania diede in pasto al marito un puledro e nascose il figlio in un branco di cavalli; secondo Diodoro Siculo Rea affidò il figlio alle cure dei Telchini, magici abitanti di Rodi, e dell'oceanina Cefira.
Poseidone insieme a fratelli e sorelle, agli Ecatonchiri e ai Ciclopi, che gli forgiarono la sua arma, il tridente, sconfisse Crono e i Titani nella Titanomachia. I Titani furono scaraventati nel Tartaro e Poseidone stesso provvide a costruire le mura di bronzo che li imprigionavano.
Quando poi si decise di dividere il mondo in tre regni, vi fu un sorteggio: Zeus ricevette il cielo, Ade, ingannato da Zeus, il mondo sotterraneo dell'oltretomba, mentre a Poseidone toccarono il mare e le acque.
Il dio del mare partecipò anche alla guerra tra gli Olimpi e i Giganti, la Gigantomachia, nella quale combatté contro il gigante Polibote e lo sconfisse tagliando un pezzo dell'isola di Coo con il suo tridente e scaraventandoglielo contro, creando così l'isola di Nisiro.

### La contesa con Atena per Atene

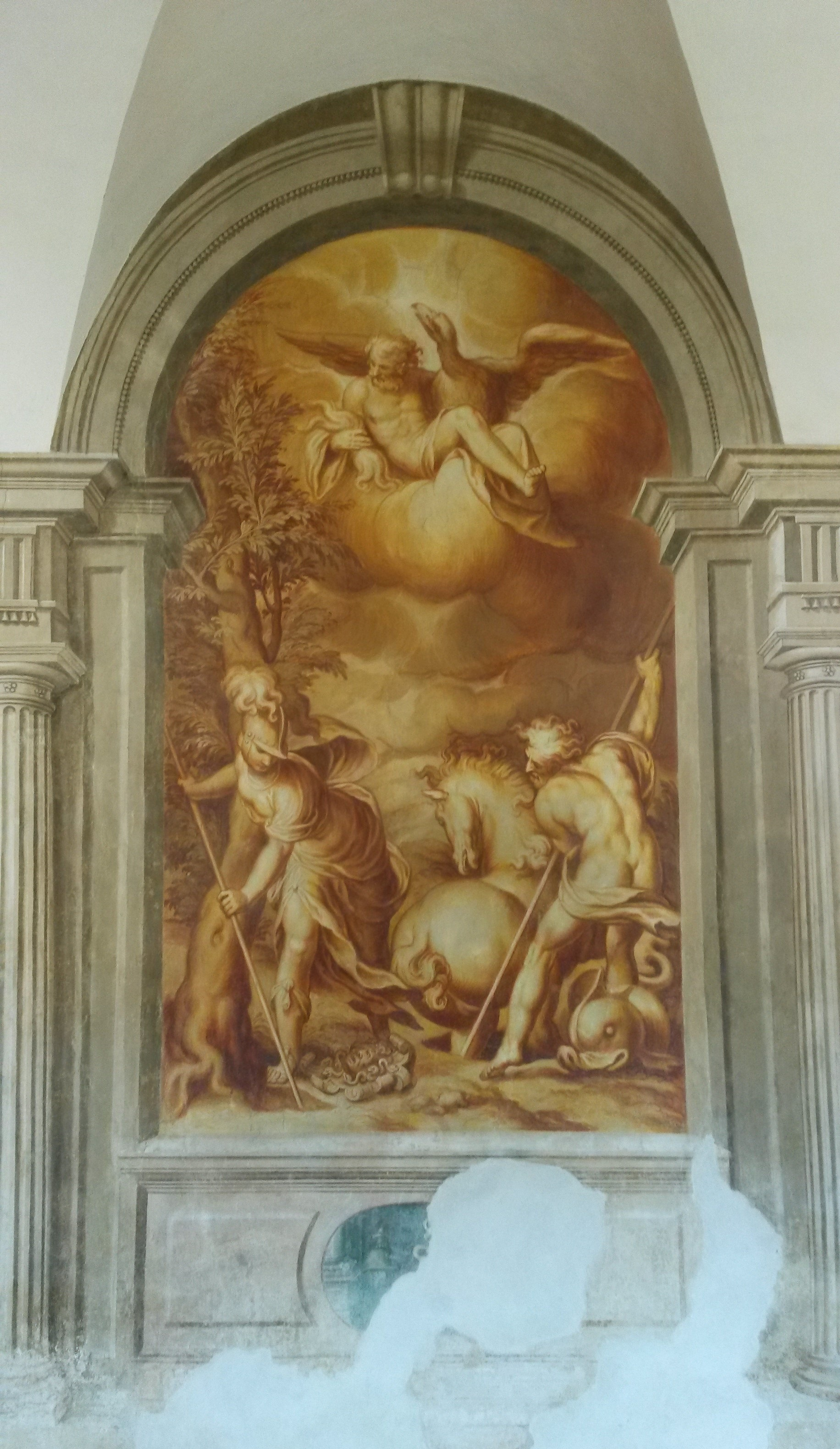
Paolo Farinati, Contesa fra Atena e Poseidone per il dominio su Atene, 1590 circa, affresco, Villa Nichesola-Conforti, Ponton di Sant'Ambrogio di Valpolicella (Verona).

Agostino nel La città di Dio riporta la spiegazione di Varrone sull'etimologia del nome della città di Atene: la sfida tra Atena e Poseidone. In quel luogo spuntò all'improvviso un ulivo e sgorgò dell'acqua. Consultato l'Oracolo di Delfi, rispose a lui che l'ulivo simboleggiava la dea Atena e l'acqua il dio Poseidone e che i cittadini potevano scegliere il nome di una delle due divinità per denominare la propria città. Il re Cecrope allora convocò tutti i cittadini: i maschi votarono per Poseidone, le donne per Atena. Vinse la seconda perché si ebbe un voto in più delle donne. Allora Poseidone devastò i campi di Atene con le onde del mare e per placarne l'ira le donne furono punite: da allora in poi non avrebbero votato, nessun figlio avrebbe preso il nome della madre e nessuna sarebbe stata chiamata come la dea vincitrice della contesa.
Apollodoro invece narra che a giudicare la disputa tra le due divinità furono gli dei dell'Olimpo, che decretarono la vittoria di Atena poiché Cecrope aveva testimoniato che la dea aveva piantato l'olivo prima di Poseidone.
Si pensa che questa leggenda sia sorta nel ricordo di contrasti sorti nel periodo miceneo tra gli abitanti originari della città e dei nuovi immigrati. È interessante notare come Atene, nonostante questa scelta, all'apice del suo sviluppo fu una grande potenza navale, capace di sconfiggere la flotta persiana nella battaglia di Salamina.
In una versione della storia differente, Atena e Poseidone avevano rotto una relazione appena prima della contesa, aggiungendo quindi un altro motivo valido alla lotta per il possesso della città.

### L'Inno omerico a Poseidone
L'inno a Poseidone, incluso nella raccolta degli Inni omerici, consiste in una breve invocazione, un preambolo di sette versi che si rivolge al dio come «scuotitore della terra e delle lande marine, dio dei profondi abissi che è anche signore del Monte Elicona e dell'ampia Aigaì» e ricorda anche la sua doppia natura di dio dell'Olimpo: «domatore di cavalli e salvatore di navi».

### La ribellione a Zeus e la punizione
Omero racconta che un giorno gli dei dell'Olimpo, capeggiati da Era, Atena e Poseidone, si ribellarono a Zeus e lo legarono. A salvare il Re degli Dei fu la nereide Teti, che chiamò il centimano Briareo che lo liberò.
Come punizione Zeus costrinse Poseidone e anche Apollo a servire il re di Troia Laomedonte. Questo chiese loro di costruire un'enorme cinta muraria che corresse tutt'attorno alla sua città e promise di ricompensarli per questo servizio. Il re di Troia tuttavia non mantenne la parola data. Per vendicarsi, Poseidone mandò un mostro marino ad attaccare la città, che però venne ucciso da Eracle.

### Nella guerra di Troia
Nell'Iliade Poseidone si schiera dalla parte degli Achei e in diverse occasioni scende in battaglia contro l'esercito troiano. Tuttavia nel XX libro, interviene a salvare Enea quando il principe troiano è sul punto di essere ucciso da Achille. Lo schieramento del dio è dovuto al mancato rispetto di un patto che prevedeva la costruzione delle mura di Troia da parte di Poseidone.

### L'astio per Odisseo
Odisseo, come racconta lui stesso, per salvarsi dal selvaggio e antropofago ciclope Polifemo, figlio del dio del mare e della ninfa marina Toosa, lo acceca e scappa. Poseidone, da quel momento, scatena tutta la sua furia nei confronti del re di Itaca, che non ucciderà, ma costringerà per anni lontano dalla sua patria.
Poseidone non partecipa al concilio degli dei nel quale viene deciso che Odisseo potrà tornare a casa lasciando Ogigia dopo tanti anni dal momento che partecipa a un banchetto presso gli Etiopi. Quando il dio del mare, tornando dal banchetto, si accorse che Odisseo stava navigando in mare, capì che gli dei avevano deciso che potesse ritornare a casa e scatenò i venti contro il mortale, facendolo naufragare dalla propria zattera prima che arrivasse a Scheria, la patria dei Feaci.
Per punire i Feaci che avevano riportato a casa Odisseo, il dio del mare trasformò la nave e gli uomini che avevano aiutato il re di Itaca in pietra.

### Il culto di Poseidone a Corinto
Uno dei miti più antichi su Corinto è raccontato da Pausania nel II secolo dopo Cristo, secondo cui sarebbe sorta una disputa tra Poseidone e Elios sul possesso dell'istmo di Corinto. Per risolvere la controversia fu chiamato in causa Briareo, uno degli Ecatonchiri. Il suo verdetto fu che l'istmo di Corinto apparteneva a Poseidone e l'acropoli di Corinto (Acrocorinto) apparteneva a Helios. Così, i greci dell'età classica rappresentavano il culto arcaico del sole-titano nella parte più alta del sito e legato a Poseidone lungo la costa, esiste infatti un antico Santuario di Poseidone a Istmia vicino a Corinto.
(Pausania, II 1.6)

## Amanti e figli di Poseidone
| Amante                 | Stato             | Figli | Mito |
| ---------------------- | ----------------- | --- | --- |
| Afrodite               | Dea               | 1. Erice 2. Erofilo 3. Rodo                                                                                  | |
| Alcione                | Pleiade           | 1. Anthas 2. Etusa 3. Iperenore 4. Iperete 5. Ireo                                                           | |
| Alia                   | Ninfa             | 1. Rodo 2. Telchini                                                                                          | |
| Alope                  | Mortale           | 1. Ippotoo                                                                                                   | Poseidone ebbe una relazione con sua nipote Alope, figlia di suo figlio Cercione re di Eleusi, generando così Ippotoo. Cercione decise di seppellire viva Alope, ma Poseidone la trasformò nell'omonima fonte che si trova nei pressi di Eleusi. |
| Anfitrite              | Nereide           | 1. Tritone 2. Bentesicima 3. Cimopolea 4. Rodo                                                               | Anfitrite è la sposa di Poseidone |
| Amimone                | Mortale (Danaide) | 1. Nauplio                                                                                                   | Poseidone salvò Amimone da un satiro lascivo che l'aveva aggredita e in seguito ebbe da lei un figlio di nome Nauplio. |
| Arene                  | Mortale           | 1. Ida | |
| Aretusa                | Nereide           | 1. Abante | |
| Astipalea              | mortale           | 1. Periclimeno 2. Anceo 3. Euripilo                                                                          | |
| Calice                 | Ninfa             | 1. Cicno | |
| Canace                 | Mortale           | 1. Aloeo 2. Epopeo 3. Opleo 4. Nireo 5. Triopa                                                               | |
| Celeno                 | Pleiade           | 1. Euripilo 2. Lico 3. Nitteo                                                                                | |
| Ceroessa               | mortale           | 1. Bizante                                                                                                   | |
| Clito                  | Mortale           | 1. Atlante 2. Eumelo 3. Anfere 4. Evemone 5. Mneseo 6. Autoctono 7. Elasippo 8. Mestore 9. Azae 10. Diaprepe | Platone raccontò nel Crizia che a Poseidone toccò in sorte Atlantide. Il dio si innamorò di Clito, una fanciulla dell'isola, e «recinse la collina dove ella viveva, alternando tre zone di mare e di terra in cerchi concentrici di diversa ampiezza, due erano fatti di terra e tre d'acqua», rendendola inaccessibile agli uomini, che all'epoca non conoscevano la navigazione. Poseidone e Clito ebbero dieci figli, il primo dei quali, Atlante, sarebbe divenuto in seguito il governatore dell'Impero. Ognuno dei dieci re governava la propria regione di competenza, ed erano legati gli uni agli altri dalle disposizioni previste da Poseidone e incise su una lastra di oricalco posta al centro dell'isola, attorno a cui si riunivano per prendere decisioni che riguardavano tutti. |
| Demetra                | Dea               | 1. Arione 2. Despina                                                                                         | Secondo un antico mito, una volta Poseidone tentò di insidiare Demetra, ma la dea rifiutò i suoi approcci e si trasformò in una giumenta per nascondersi confondendosi tra una mandria di cavalli. Poseidone però la individuò ugualmente, nonostante le sue nuove sembianze, si trasformò a sua volta in uno stallone e in questo modo riuscì a farla sua: dall'unione nacque Arione, un cavallo dotato del dono della parola. |
| Etra                   | mortale           | 1. Teseo | Teseo è in genere considerato figlio di Egeo, ma secondo una versione, Etra giacque con Poseidone e concepì di conseguenza l'eroe ateniese |
| Euriale                | Gorgone           | 1. Manuelio 2. Tronos                                                                                        | Un giorno, Poseidone nuotava tranquillamente nel mare, quando (con l'inganno) Ares lo sfidò a chi si faceva dire ti amo da Euriale. Vinse Poseidone, ma Euriale si innamorò di Ares e, per vendetta, Poseidone la sedusse ed ebbe da lei Manuelio e Tronos |
| Euriale                | mortale           | 1. Orione | |
| Europa                 | mortale           | 1. Eufemo | |
| Gea                    | Dea               | 1. Anteo 2. Cariddi                                                                                          | |
| Ifimedea               |                   | 1. Oto 2. Efialte                                                                                            | |
| Libia                  | mortale           | 1. Agenore 2. Belo                                                                                           | |
| Lisianassa             | mortale           | 1. Busiride                                                                                                  | |
| Melia                  | Ninfa             | 1. Amico | |
| Medusa                 | Gorgone           | 1. Pegaso 2. Crisaore                                                                                        | Secondo il mito Poseidone si era innamorato di Medusa, una delle Gorgoni, le figlie di Forco e Ceto. Una notte il dio la sedusse o la violò nel tempio di Atena. Quest'ultima, profondamente irritata dall'affronto subito, aveva trasformato la fanciulla in un orribile mostro. |
| Molione                | mortale           | 1. Eurito 2. Cteato                                                                                          | |
| Peribea                | mortale           | 1. Nausitoo                                                                                                  | |
| Pitane                 | ninfa             | 1. Evadne | |
| Satyria                |                   | 1. Taras | |
| Teofane                | mortale           | 1. Crisomallo                                                                                                | Teofane era una principessa della Tracia, figlia di Bisalte. Rapita da Poseidone e portata nell'isola di Crumissa, venne trasformata dal dio del mare in pecora, mentre egli stesso si trasformò in ariete; da questa unione fu concepito il Crisomallo (l'Ariete alato dal vello d'oro). |
| Tiro                   | mortale           | 1. Pelia 2. Neleo                                                                                            | Tiro era sposata con Creteo, dal quale aveva avuto Esone, ma era innamorata del dio fluviale Enipeo: la donna si offrì a Enipeo che però la rifiutò. Un giorno Poseidone, innamoratosi di Tiro, assunse le sembianze di Enipeo e dalla loro unione nacquero i due gemelli Pelia e Neleo. |
| Toosa                  | ninfa             | 1. Polifemo                                                                                                  | |
| Relazioni pederastiche |                   | | |
| Nerito                 | dio               | 1. Anteros                                                                                                   | Secondo Claudio Eliano, Poseidone si innamorò di Nerito, bellissimo figlio di Nereo e Doride, ma Elio, a sua volta innamorato del giovane, per gelosia lo trasformò in una conchiglia. |
| Patroclo               | mortale           | | Nella Storia Nuova, Tolomeo Efestione racconta che Patroclo era amato da Poseidone, al punto che il dio insegnò al giovane l'arte equestre, rendendolo così il primo cavaliere. |
| Pelope                 | mortale           | | Per Pindaro, Pelope non fu mai ucciso dal padre, ma rapito da Poseidone che lo portò sull'Olimpo per fare con lui quello che il fratello Zeus avrebbe fatto in seguito con Ganimede. Il dio donò al giovane il suo carro guidato da cavalli alati. |

## Genealogia (Esiodo)
|                   |                   |                   |                   |                   |                   |      |      |      |      |      |      |  |  |        |        |        |        |          |        |   |   |          |          |          |          |          |          |  |  |           |           |           |           |           |           |  |  |     |     |     |     |     |     |  |  |         |         |         |         |         |         |  |  |       |       |       |       |       |       |
|                   |                   |                   |                   |                   |                   |      |      |      |      |      |      |  |  |        |        |        |        |          |        |   |   | Urano    | Urano    | Urano    | Urano    | Urano    | Urano    |  |  | Gea       | Gea       | Gea       | Gea       | Gea       | Gea       |  |  |     |     |     |     |     |     |  |  |         |         |         |         |         |         |  |  |       |       |       |       |       |       |
|                   |                   |                   |                   |                   |                   |      |      |      |      |      |      |  |  |        |        |        |        |          |        |   |   | Urano    | Urano    | Urano    | Urano    | Urano    | Urano    |  |  | Gea       | Gea       | Gea       | Gea       | Gea       | Gea       |  |  |     |     |     |     |     |     |  |  |         |         |         |         |         |         |  |  |       |       |       |       |       |       |
|                   |                   |                   |                   |                   |                   |      |      |      |      |      |      |  |  |        |        |        |        |          |        |   |   |          |          |          |          |          |          |  |  |           |           |           |           |           |           |  |  |     |     |     |     |     |     |  |  |         |         |         |         |         |         |  |  |       |       |       |       |       |       |
|                   |                   |                   |                   |                   |                   |      |      |      |      |      |      |  |  |        |        |        |        |          |        |   |   |          |          |          |          |          |          |  |  |           |           |           |           |           |           |  |  |     |     |     |     |     |     |  |  |         |         |         |         |         |         |  |  |       |       |       |       |       |       |
| Genitali di Urano | Genitali di Urano | Genitali di Urano | Genitali di Urano | Genitali di Urano | Genitali di Urano |      |      |      |      |      |      |  |  |        |        |        |        |          |        |   |   | Crono    | Crono    | Crono    | Crono    | Crono    | Crono    |  |  | Rea       | Rea       | Rea       | Rea       | Rea       | Rea       |  |  |     |     |     |     |     |     |  |  |         |         |         |         |         |         |  |  |       |       |       |       |       |       |
| Genitali di Urano | Genitali di Urano | Genitali di Urano | Genitali di Urano | Genitali di Urano | Genitali di Urano |      |      |      |      |      |      |  |  |        |        |        |        |          |        |   |   | Crono    | Crono    | Crono    | Crono    | Crono    | Crono    |  |  | Rea       | Rea       | Rea       | Rea       | Rea       | Rea       |  |  |     |     |     |     |     |     |  |  |         |         |         |         |         |         |  |  |       |       |       |       |       |       |
|                   |                   |                   |                   |                   |                   |      |      |      |      |      |      |  |  |        |        |        |        |          |        |   |   |          |          |          |          |          |          |  |  |           |           |           |           |           |           |  |  |     |     |     |     |     |     |  |  |         |         |         |         |         |         |  |  |       |       |       |       |       |       |
|                   |                   |                   |                   |                   |                   |      |      |      |      |      |      |  |  |        |        |        |        |          |        |   |   |          |          |          |          |          |          |  |  |           |           |           |           |           |           |  |  |     |     |     |     |     |     |  |  |         |         |         |         |         |         |  |  |       |       |       |       |       |       |
|                   |                   |                   |                   |                   |                   | Zeus | Zeus | Zeus | Zeus | Zeus | Zeus |  |  |        |        |        |        |          |        |   |   | Era      | Era      | Era      | Era      | Era      | Era      |  |  | Poseidone | Poseidone | Poseidone | Poseidone | Poseidone | Poseidone |  |  | Ade | Ade | Ade | Ade | Ade | Ade |  |  | Demetra | Demetra | Demetra | Demetra | Demetra | Demetra |  |  | Estia | Estia | Estia | Estia | Estia | Estia |
|                   |                   |                   |                   |                   |                   | Zeus | Zeus | Zeus | Zeus | Zeus | Zeus |  |  |        |        |        |        |          |        |   |   | Era      | Era      | Era      | Era      | Era      | Era      |  |  | Poseidone | Poseidone | Poseidone | Poseidone | Poseidone | Poseidone |  |  | Ade | Ade | Ade | Ade | Ade | Ade |  |  | Demetra | Demetra | Demetra | Demetra | Demetra | Demetra |  |  | Estia | Estia | Estia | Estia | Estia | Estia |
|                   |                   |                   |                   |                   |                   |      |      |      |      |      |      |  |  |        |        |        |        |          |        |   |   |          |          |          |          |          |          |  |  |           |           |           |           |           |           |  |  |     |     |     |     |     |     |  |  |         |         |         |         |         |         |  |  |       |       |       |       |       |       |
|                   |                   |                   |                   |                   |                   |      |      |      |      |      |      |  |  |        |        |        |        |          |        |   |   |          |          |          |          |          |          |  |  |           |           |           |           |           |           |  |  |     |     |     |     |     |     |  |  |         |         |         |         |         |         |  |  |       |       |       |       |       |       |
|                   |                   |                   |                   |                   |                   |      |      |      |      |      |      |  |  |        |        |        |        |          |        | a |   |          |          |          |          |          |          |  |  |           |           |           |           |           |           |  |  |     |     |     |     |     |     |  |  |         |         |         |         |         |         |  |  |       |       |       |       |       |       |
|                   |                   |                   |                   |                   |                   |      |      |      |      |      |      |  |  |        |        |        |        |          |        |   |   |          |          | b        |          |          |          |  |  |           |           |           |           |           |           |  |  |     |     |     |     |     |     |  |  |         |         |         |         |         |         |  |  |       |       |       |       |       |       |
|                   |                   |                   |                   |                   |                   |      |      |      |      |      |      |  |  |        |        |        |        |          |        |   |   |          |          |          |          |          |          |  |  |           |           |           |           |           |           |  |  |     |     |     |     |     |     |  |  |         |         |         |         |         |         |  |  |       |       |       |       |       |       |
|                   |                   |                   |                   |                   |                   |      |      |      |      |      |      |  |  | Ares   | Ares   | Ares   | Ares   | Ares     | Ares   |   |   | Efesto   | Efesto   | Efesto   | Efesto   | Efesto   | Efesto   |  |  |           |           |           |           |           |           |  |  |     |     |     |     |     |     |  |  |         |         |         |         |         |         |  |  |       |       |       |       |       |       |
|                   |                   |                   |                   |                   |                   |      |      |      |      |      |      |  |  | Ares   | Ares   | Ares   | Ares   | Ares     | Ares   |   |   | Efesto   | Efesto   | Efesto   | Efesto   | Efesto   | Efesto   |  |  | Meti      |           |           |           |           |           |  |  |     |     |     |     |     |     |  |  |         |         |         |         |         |         |  |  |       |       |       |       |       |       |
|                   |                   |                   |                   |                   |                   |      |      |      |      |      |      |  |  |        |        |        |        |          |        |   |   |          |          |          |          |          |          |  |  |           |           |           |           |           |           |  |  |     |     |     |     |     |     |  |  |         |         |         |         |         |         |  |  |       |       |       |       |       |       |
|                   |                   |                   |                   |                   |                   |      |      |      |      |      |      |  |  |        |        |        |        | Atena    |        |   |   |          |          |          |          |          |          |  |  |           |           |           |           |           |           |  |  |     |     |     |     |     |     |  |  |         |         |         |         |         |         |  |  |       |       |       |       |       |       |
|                   |                   |                   |                   |                   |                   |      |      |      |      |      |      |  |  |        |        |        |        |          |        |   |   |          |          |          |          |          |          |  |  | Latona    |           |           |           |           |           |  |  |     |     |     |     |     |     |  |  |         |         |         |         |         |         |  |  |       |       |       |       |       |       |
|                   |                   |                   |                   |                   |                   |      |      |      |      |      |      |  |  |        |        |        |        |          |        |   |   |          |          |          |          |          |          |  |  |           |           |           |           |           |           |  |  |     |     |     |     |     |     |  |  |         |         |         |         |         |         |  |  |       |       |       |       |       |       |
|                   |                   |                   |                   |                   |                   |      |      |      |      |      |      |  |  |        |        |        |        |          |        |   |   |          |          |          |          |          |          |  |  |           |           |           |           |           |           |  |  |     |     |     |     |     |     |  |  |         |         |         |         |         |         |  |  |       |       |       |       |       |       |
|                   |                   |                   |                   |                   |                   |      |      |      |      |      |      |  |  |        |        |        |        |          |        |   |   |          |          |          |          |          |          |  |  |           |           |           |           |           |           |  |  |     |     |     |     |     |     |  |  |         |         |         |         |         |         |  |  |       |       |       |       |       |       |
|                   |                   |                   |                   |                   |                   |      |      |      |      |      |      |  |  | Apollo | Apollo | Apollo | Apollo | Apollo   | Apollo |   |   | Artemide | Artemide | Artemide | Artemide | Artemide | Artemide |  |  |           |           |           |           |           |           |  |  |     |     |     |     |     |     |  |  |         |         |         |         |         |         |  |  |       |       |       |       |       |       |
|                   |                   |                   |                   |                   |                   |      |      |      |      |      |      |  |  | Apollo | Apollo | Apollo | Apollo | Apollo   | Apollo |   |   | Artemide | Artemide | Artemide | Artemide | Artemide | Artemide |  |  | Maia      |           |           |           |           |           |  |  |     |     |     |     |     |     |  |  |         |         |         |         |         |         |  |  |       |       |       |       |       |       |
|                   |                   |                   |                   |                   |                   |      |      |      |      |      |      |  |  |        |        |        |        |          |        |   |   |          |          |          |          |          |          |  |  |           |           |           |           |           |           |  |  |     |     |     |     |     |     |  |  |         |         |         |         |         |         |  |  |       |       |       |       |       |       |
|                   |                   |                   |                   |                   |                   |      |      |      |      |      |      |  |  |        |        |        |        | Ermes    |        |   |   |          |          |          |          |          |          |  |  |           |           |           |           |           |           |  |  |     |     |     |     |     |     |  |  |         |         |         |         |         |         |  |  |       |       |       |       |       |       |
|                   |                   |                   |                   |                   |                   |      |      |      |      |      |      |  |  |        |        |        |        |          |        |   |   |          |          |          |          |          |          |  |  | Semele    |           |           |           |           |           |  |  |     |     |     |     |     |     |  |  |         |         |         |         |         |         |  |  |       |       |       |       |       |       |
|                   |                   |                   |                   |                   |                   |      |      |      |      |      |      |  |  |        |        |        |        |          |        |   |   |          |          |          |          |          |          |  |  |           |           |           |           |           |           |  |  |     |     |     |     |     |     |  |  |         |         |         |         |         |         |  |  |       |       |       |       |       |       |
|                   |                   |                   |                   |                   |                   |      |      |      |      |      |      |  |  |        |        |        |        | Dioniso  |        |   |   |          |          |          |          |          |          |  |  |           |           |           |           |           |           |  |  |     |     |     |     |     |     |  |  |         |         |         |         |         |         |  |  |       |       |       |       |       |       |
|                   |                   |                   |                   |                   |                   |      |      |      |      |      |      |  |  |        |        |        |        |          |        |   |   |          |          |          |          |          |          |  |  | Dione     |           |           |           |           |           |  |  |     |     |     |     |     |     |  |  |         |         |         |         |         |         |  |  |       |       |       |       |       |       |
|                   |                   |                   |                   |                   |                   |      |      |      |      |      |      |  |  |        |        |        |        |          |        |   |   |          |          |          |          |          |          |  |  |           |           |           |           |           |           |  |  |     |     |     |     |     |     |  |  |         |         |         |         |         |         |  |  |       |       |       |       |       |       |
| a                 | a                 | a                 | a                 | a                 | a                 |      |      |      |      |      |      |  |  |        |        |        |        |          |        | b | b | b        | b        | b        | b        |          |          |  |  |           |           |           |           |           |           |  |  |     |     |     |     |     |     |  |  |         |         |         |         |         |         |  |  |       |       |       |       |       |       |
| a                 | a                 | a                 | a                 | a                 | a                 |      |      |      |      |      |      |  |  |        |        |        |        |          |        | b | b | b        | b        | b        | b        |          |          |  |  |           |           |           |           |           |           |  |  |     |     |     |     |     |     |  |  |         |         |         |         |         |         |  |  |       |       |       |       |       |       |
|                   |                   |                   |                   |                   |                   |      |      |      |      |      |      |  |  |        |        |        |        |          |        |   |   |          |          |          |          |          |          |  |  |           |           |           |           |           |           |  |  |     |     |     |     |     |     |  |  |         |         |         |         |         |         |  |  |       |       |       |       |       |       |
|                   |                   |                   |                   |                   |                   |      |      |      |      |      |      |  |  |        |        |        |        | Afrodite |        |   |   |          |          |          |          |          |          |  |  |           |           |           |           |           |           |  |  |     |     |     |     |     |     |  |  |         |         |         |         |         |         |  |  |       |       |       |       |       |       |

## Nella cultura di massa
- Poseidone è il primo degli antagonisti principali in God of War 3. La sua morte provoca l'innalzamento del livello del mare, sommergendo tutta la Grecia.
- La saga Percy Jackson e gli dei dell'Olimpo è incentrato sulla vita del semidio titolare figlio di Poseidone.
- Poseidone è uno dei principali nemici de I Cavalieri dello zodiaco. In questa versione intende scatenare il Diluvio Universale per uccidere ogni forma di vita umana e creare, a suo dire, un mondo migliore.
- Appare anche nella serie animata Zig & Sharko.
- Fa delle apparizioni anche nel film Hercules nella serie animata midquel.
- Poseidone è l'antagonista principale della serie animata Ulisse. Il mio nome è Nessuno in cui ostacola il viaggio a Ulisse per aver distrutto Troia ed avergli accecato l'amato figlio, Polifemo.
- Il personaggio appare anche in qualche episodio di: Le meravigliose disavventure di Flapjack, Class of the Titans, Blood of Zeus, Due fantagenitori, SpongeBob (col nome di Re Nettuno) e La sirenetta - Le nuove avventure marine di Ariel (col nome di Re Nettuno).
- Nel manga di Record of Ragnarok, Poseidone è uno degli dei che combatte al torneo del Ragnarok.
- Nel videogioco arcade The Ocean Hunter, Poseidone è uno degli aspetti del dio Rahab, il boss finale.
- Poseidone è l'antagonista principale nel concept album Epic The Musical